# Heleno Silva
José Heleno da Silva, conhecido como Heleno Silva ou Pastor Heleno (Monte Alegre de Sergipe, 22 de julho de 1967), é um pastor evangélico e político brasileiro filiado ao Republicanos. Foi eleito deputado federal por Sergipe em duas ocasiões. Cumpriu o primeiro mandato, entre 2003 e 2007, e renunciou durante o segundo (2011-2012) para assumir o cargo de prefeito do município de Canindé de São Francisco, posto que ocupou de 1º de janeiro de 2013 a 1º de janeiro de 2017.

## Biografia
José Heleno da Silva nasceu no município de Monte Alegre de Sergipe em 22 de julho de 1967, filho de Marinalva Dias da Silva. Heleno estudou na Escola Agrotécnica Federal de São Cristóvão, onde fez o curso técnico em Agropecuária no período de 1983 e 1985. Ele é também pastor evangélico e locutor.
Elegeu-se deputado federal por Sergipe pela primeira vez em 2002, cumprindo o mandato entre 2003 e 2007, ano em que se filiou ao Partido Republicano Brasileiro (PRB). Em 2011, voltou à Câmara dos Deputados, mas renunciou ao mandato de deputado federal para assumir o cargo de prefeito do município de Canindé de São Francisco em 1º de janeiro de 2013.